# Rhymbomicrus stephani
Rhymbomicrus stephani es una especie de coleóptero de la familia Endomychidae.

## Distribución geográfica
Habita en Oklahoma (Estados Unidos).